# Oy-Mittelberg
Oy-Mittelberg là một đô thị ở Oberallgäu bang Bayern thuộc nước Đức.